# Allograpta
Allograpta là một chi ruồi trong họ Syrphidae.

## Hình ảnh

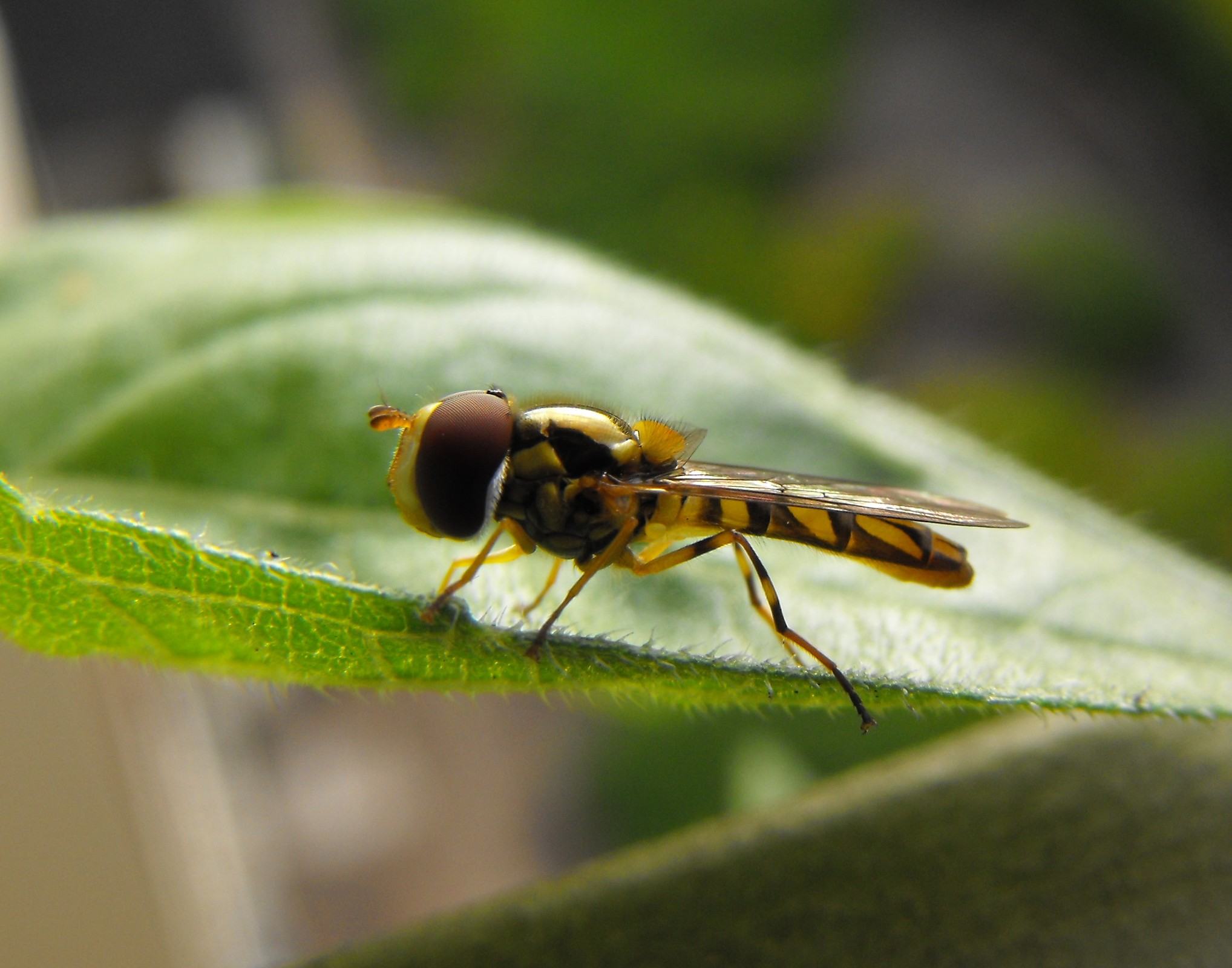
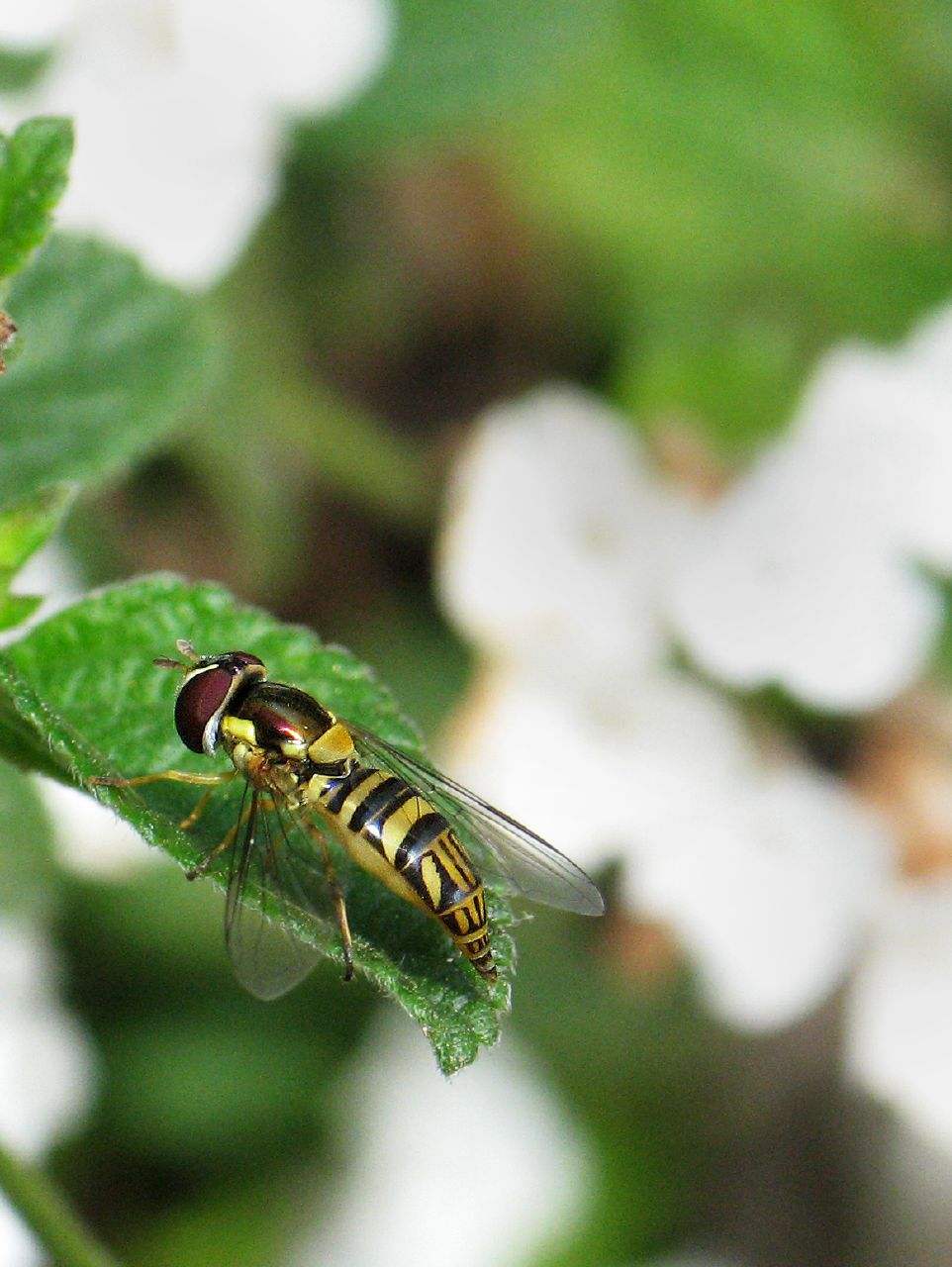